# Avibase
Avibase ist eine taxonomische Online-Datenbank, in der taxonomische Daten sowie Verbreitungsdaten von Vögeln weltweit organisiert sind. Die Datenbank basiert auf taxonomischen Konzepten und nicht auf taxonomischen Namen. Avibase enthält und organisiert taxonomische Daten aus den wichtigsten taxonomischen Quellen zu Vögeln (The Clements Checklist of Birds of the World, Handbook of the Birds of the World, BirdLife International, IOC Checklist und die Howard and Moore Complete Checklist of the Birds of the World) und anderen regionalen Quellen (z. B. alle Ausgaben der American Ornithological Society Checklist of North American Birds seit 1986). Taxonomische Konzepte aus über 230 verschiedenen taxonomischen Quellen wurden kartiert und mit Querverweisen zu Avibase-Konzepten versehen.
Die Website bietet außerdem Checklisten für rund 82.000 geografische Regionen der Welt, Artenseiten mit taxonomischen Informationen und Synonymen sowie Hilfsmittel für Beobachter, um ihre eigenen Sichtungen zu pflegen und Meldungen zu erhalten, z. B. eine Karte mit Ländern oder eBird-Hotspots mit Zielarten.

## Geschichte
Avibase wurde von Denis Lepage, derzeit Senior Director, Data Science and Technology bei Birds Canada, entwickelt und wird von ihm gepflegt. Die in Avibase enthaltenen Daten wurden ab etwa 1991 gesammelt. Die Avibase-Website wurde im Juni 2003 eingerichtet und wird seit ihrer Gründung von Birds Canada (früher Bird Studies Canada) gehostet.
2007 wurden Miniaturbilder von Flickr in verschiedene Ausgaben der Website integriert, um illustrierte Checklisten von Vögeln zu erstellen.
2008 wurden Links zu Xeno-Canto hinzugefügt und die Möglichkeit Vogelstimmen zu hören integriert.
Im August 2013 wurde eine neue Funktion namens MyAvibase eingeführt, die es Besuchern ermöglicht, ein persönliches Konto zu erstellen, ihre Beobachtungslisten zu verfolgen und Berichte zu erstellen, um Zielgebiete oder Zeiträume für die Beobachtung von Vögeln zu ermitteln.